# یاوورووو-کووچ
یاوورووو-کووچ (به لاتین: Jaworowo-Kłódź) یک روستا در لهستان است که در گمینا زاویز واقع شده‌است.